# Saatlı (Bərdə)
Saatlı è un comune dell'Azerbaigian situato nel distretto di Bərdə. Conta una popolazione di 622 abitanti.